# Fragments of Light
Fragments of Light è il secondo album del gruppo rock progressivo Sensations' Fix.

## Tracce
1. Fragments of Light
2. Nuclear in Your Brain
3. Music is Painting In The Air
4. Windowpax and the Stone Sender
5. Spacer Energy Age
6. Metafel + Mefalac
7. Space Closure
8. Music Without Gravity
9. Do You Love Me?
10. Life Beyond the Darkness
11. Telepathic Children

## Formazione
- Franco Falsini (voce non accreditata[1], chitarra, tastiere)
- Richard Ursillo (basso)
- Keith Edwards (batteria, percussioni)